# الفساد في إندونيسيا

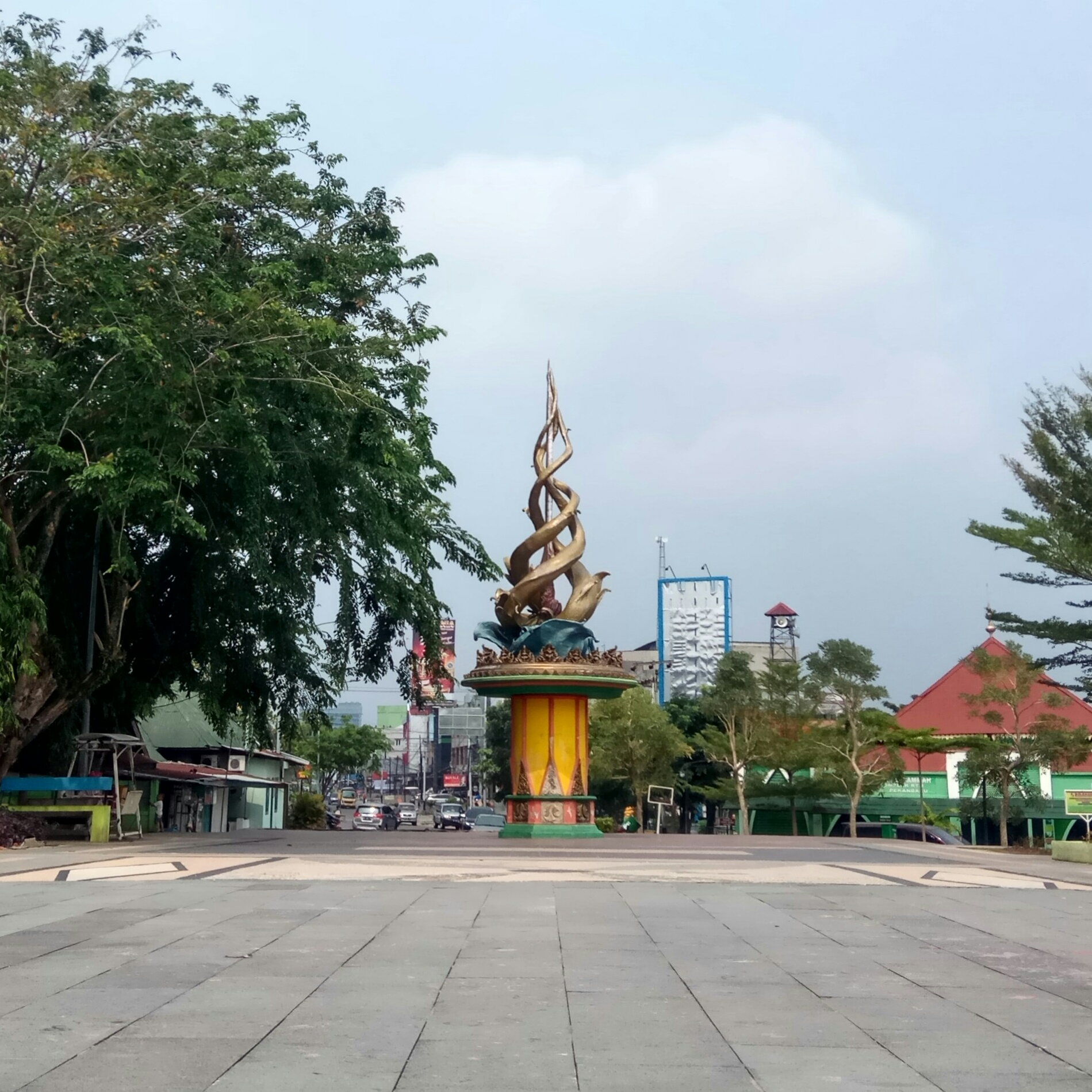
النصب التذكاري لمكافحة الفساد في بيكانبارو

الفساد في إندونيسيا في حين يصعب جمع البيانات الثابتة عن الفساد، فإن الفساد في إندونيسيا يُرى بوضوح من خلال الرأي العام، ويتم جمعه من خلال الدراسات الاستقصائية وكذلك مراقبة كيفية تشغيل كل نظام. يصنف مؤشر مدركات الفساد في منظمة الشفافية الدولية لعام 2017 الدولة في المرتبة 96 من بين 180 دولة.
هناك مجالان رئيسيان في القطاع العام يمكن العثور فيه على الفساد في إندونيسيا. هي قطاعات العدالة والخدمة المدنية. يُرى الفساد في قطاع العدالة بسبب عدم فاعليته في إنفاذ القوانين، وعدم دعم العدالة، ومن ثم تقويض حكم القانون. تشمل مجالات الفساد في هذا القطاع الشرطة والمحاكم. في مسح نزاهة القطاع العام لعام 2008 صنفت المحكمة العليا المرتبة الأدنى من حيث النزاهة مقارنة بالخدمات العامة الأخرى في إندونيسيا. كان ينظر إلى المحاكم على اتخاذ قرارات غير عادلة وتكاليف باهظة غير رسمية.
دليل الفساد داخل الخدمة المدنية يأتي من استطلاعات الرأي التي أجريت داخل القطاع، وجدت بعض الدراسات الاستقصائية أن ما يقرب من نصف تم العثور على رشاوى. الموظفون المدنيون أنفسهم يعترفون بالفساد.
في يناير 2012 أفادت التقارير بأن إندونيسيا خسرت ما يصل إلى 2.13 تريليون روبية (238.6 مليون دولار أمريكي) للفساد في عام 2011. وقالت دراسة أجرتها مراقبة الفساد الإندونيسية، وهي منظمة غير ربحية ينسقها دانانغ ويدويوكو، إن هذا الاختلاس تمثل معظم الأموال المفقودة وأن «الاستثمار الحكومي كان القطاع الأكثر عرضة للإشباع».
تشعر الشركات بالقلق إزاء الروتين والابتزاز على نطاق واسع في عملية الحصول على التراخيص والتصاريح، وكثيراً ما يواجهون طلبًا للحصول على رسوم أو تنازلات غير قانونية بناءً على العلاقات الشخصية عند الحصول على عقود حكومية. أبلغت الشركات أيضًا عن طلب منتظم على المدفوعات النقدية وتوقعات المسؤولين الإندونيسيين للحصول على الهدايا والعلاجات الخاصة.

## التكاليف الاقتصادية والاجتماعية
يمثل الفساد أحد التحديات التنموية المهمة التي تفرض تكاليف اقتصادية واجتماعية في إندونيسيا. التدخل في القوانين والسياسات العامة من أجل تحقيق مكاسب شخصية أو خاصة أضعف القدرة التنافسية لإندونيسيا.
تعاني حوالي ربع الوزارات من تحويلات الميزانية في إندونيسيا. أنفقت الأسر ما يقرب من 1 ٪ بينما أنفقت الشركات ما لا يقل عن 5 ٪ من إيرادات الشركة الشهرية على مدفوعات غير رسمية. تشمل التكاليف الاجتماعية الناجمة عن الفساد في إندونيسيا إضعاف المؤسسات الحكومية وسيادة القانون. تشمل الزيادات في الجريمة بسبب التهريب والابتزاز المؤسسات التي من المفترض أن تحمي المواطنين. الأشخاص الذين يعانون أكثر من غيرهم هم الفقراء لأنهم يتعرضون لضغوط لتمويل المدفوعات من خلال ميزانياتهم الضيقة بالفعل وفعالية الخدمات الاجتماعية لا يمكن الوصول إليها بشكل غير مباشر. وقد عبرت المجتمعات الحضرية الفقيرة في إندونيسيا عن هذه المخاوف في مشروع بحث مشترك بين البنك الدولي ومؤسسة من أجل إصلاح الحكم بعنوان «الفساد والفقراء».

## جهود الحد من الفساد
بدأت جهود مكافحة الفساد في إندونيسيا في الخمسينيات. كانت هناك بعض الجهود لمحاربة الفساد من خلال إنشاء أمين المظالم ولجنة تدقيق الأصول، كان برنامجًا مهمًا وجزءًا من برنامج الإصلاح الرسمي لإندونيسيا منذ مايو 1998. ومع ذلك فإن الجهود المبذولة مشكوك فيها نظرًا لأن النجاح كان محدودًا في الحد من الفساد. بعض العقبات التي أعاقت تحسين الفساد شملت القيود السياسية والاقتصادية، والطبيعة المعقدة للفساد نفسه. بعد انتقادات شديدة للفساد في بداية نظام النظام الجديد في أواخر الستينيات، تم تعيين لجنة الأربعة من قبل الرئيس سوهارتو في عام 1970. أشار تقرير اللجنة إلى أن الفساد «متفش» ولكن لم تتم متابعة أي من الحالات التي قال إنها بحاجة إلى إجراء عاجل. صدرت قوانين في عام 1999 تمنح الشرطة ودائرة الادعاء سلطة التحقيق في قضايا الفساد.
اتخذت هذه الجهود شكل أمَر المدانين بالفساد بسداد جميع الأموال التي سرقوها. في 6 مارس 2012 حكمت محكمة الفساد في جاكرتا على رضوان سانجايا وهو مسؤول من وزارة الطاقة والثروة المعدنية بالسجن لمدة ست سنوات بتهمة التزوير في مناقصة لمشروع نظام للطاقة الشمسية في المنزل في عام 2009 بقيمة 526 مليار روبية (57.86 مليون دولار أمريكي). هذا هو عدد غير طبيعي في المعادلة لدول جنوب شرق آسيا الأخرى. الحكومة لا تفعل الكثير من أجل هذه القضية ويتم ترك الإندونيسيين للتعامل مع هذا من تلقاء أنفسهم.